# Kantkremla
Kantkremla (latin Russula vesca) är en matsvamp som växer i både barr- och lövskogar. Ofta återfinns den efter skogsstigar eller vägar. Svampen är lik mandelkremlan, men är vitsporig. Den blir 4–6 centimeter hög och 5–10 centimeter bred. Hatten är först halvklotformad, men viker sedan ner sig och blir nedtryckt i mitten. Färgen på hatten är ljus brun till rödbrun, ofta med en vit kant längst ut, därav namnet.
Kantkremla är Östergötlands landskapssvamp.